# Roupovský tis
Roupovský tis je památný strom na hradě Roupov v Roupově v okrese Plzeň-jih. Tis červený (Taxus baccata) roste v hradní příkopu zříceniny, jeho věk je odhadován na 200 až 400 let. Strom při měření v roce 2009 dosahoval výšky 13 metrů. Strom mohutného vzrůstu má dvojici hlavních kmenů, které mají obvod 150 cm a 100 cm (měření 2009). Tis je chráněn od 19. května 2006 pro svoji estetickou a kulturně-historickou hodnotu i jako potenciální genová základna silně ohroženého druhu.

## Památné stromy v okolí
- Borovská lípa
- Nezdická lípa
- Douglaska v Újezdci
- Kacerenský dub